# Amoeba (sistema operativo)
Amoeba (Amoeba distributed operating system) è un sistema operativo basato su microkernel sviluppato per fini di ricerca da Andrew S. Tanenbaum presso la Vrije Universiteit di Amsterdam.

## Descrizione
Lo scopo del progetto era lo sviluppo di un sistema operativo time-sharing che però apparisse all'utente come una singola macchina anche se in realtà il codice poteva essere eseguito su decine di macchine differenti in contemporanea. Attualmente il progetto è fermo; l'ultima versione (5.3) risale al 12 febbraio 2001. Il linguaggio di programmazione Python è stato inizialmente sviluppato per Amoeba. Utilizza software dal progetto GNU.